# John Henry Gossler
John Henry Gossler (* 25. April 1849 in Hamburg; † 14. Juni 1914 ebenda) war ein deutscher Kaufmann.

## Leben
Gossler war ein Sohn des Hamburger Kaufmanns Johann Heinrich Gossler (1805–1879) und dessen Ehefrau Mary Elizabeth, geborene Bray (1810–1886). Er war in der Firma Joh. Berenberg, Gossler & Co. tätig, die sein Vater leitete. Dort bekam er am 1. Januar 1874 Prokura und wurde am 1. Oktober desselben Jahres Teilhaber der amerikanischen Zweigstellen in Boston und New York. Nach Spekulationen in Zucker, welche Gossler gegen den Rat seines Vaters durchführte und die erhebliche Verluste einbrachten, musste er 1877 die Firma verlassen. Danach betrieb er gemeinsam mit Julius Warnholtz unter der Firma Warnholtz & Gossler Geschäfte mit Ost- und Südafrika.
Neben einem Stadthaus in der damaligen Klopstockstraße in Hamburg besaß Gossler einen Landsitz auf dem Krähenberg in Blankenese. Er erwarb das Landhaus, das als Goßlerhaus bekannt ist, im Jahr 1897. An Gossler erinnern zudem der Goßlers Park und die Goßlerstraße in Hamburg.
Gossler war seit 24. Oktober 1878 mit Susanna Gossler (* 1857) verheiratet. Sie hatten sechs Kinder. Johann Freiherr von Berenberg-Gossler (1839–1913) war sein älterer Bruder. Seine Schwester Susanna Katharina (1835–1901) war mit dem Schiffbauer und Reeder Martin Garlieb Amsinck (1831–1905) verheiratet.